# Zemské volby v Čechách 1908
Zemské volby v Čechách 1908 byly volby konané v Českém království od 20. února do 5. března 1908, kterými byli zvoleni poslanci Českého zemského sněmu coby zákonodárného sboru zemské samosprávy v rámci rakousko-uherského, respektive předlitavského ústavního systému. Probíhaly podle kuriového systému. Šlo o historicky poslední volby do zemského sněmu před jeho paralýzou prostřednictvím obstrukcí a následným rozpuštěním roku 1913. Zemský zákonodárný sbor pro Čechy byl obnoven až v roce 1928 zřízením zemských zastupitelstev.

## Dobové souvislosti
V roce 1908 už česká politická scéna díky zavedení rovného a všeobecného volebního práva na celostátní úrovni, poprvé realizovaného ve volbách do Říšské rady roku 1907, nabyla rysů systému více politických stran. Původní dominance staročeské a od počátku 90. let 19. století mladočeské strany byla vystřídána soutěží několika silných, stavovsky a ideologicky definovaných politických subjektů, přičemž podobné rozrůzňování probíhalo i v sudetoněmeckém (českoněmeckém) táboře. I historické strany jako mladočeská se musely vyrovnávat s proměnou volebního systému a založit svou agitaci na daleko širší voličské a společenské základně. Národnostní konflikt obou zemských etnik zároveň zůstával nevyřešen a ani opakovaná kola usmiřovacích a vyrovnávacích konferencí na tom nic neměnila. Ideologické a etnické štěpení se prohlubovalo i na celostátní úrovni. Po čtyřletém funkčním období vlády Ernesta von Koerbera zažívalo Předlitavsko období vládní nestability, rychlého střídání kabinetů a častého zablokování Říšské rady obstrukcemi, na což exekutiva reagovala opakovaně vládnutím mimoparlamentním způsobem.

## Výsledky voleb
Volební systém do Českého zemského sněmu odpovídal parametrům, které zde nastavila již únorová ústava roku 1861. Zvoleno bylo 236 poslanců a to ve čtyřech skupinách: kurie venkovských obcí, skupina měst, skupina obchodních a živnostenských komor a kurie velkostatkářská, ve všech s omezeným volebním právem (volební cenzus). Na sněmu pak tyto čtyři volební skupiny tvořily tři kurie (poslanci zvolení za skupinu měst a skupinu obchodních a živnostenských komor zasedali v společné kurii měst). Kromě nich na sněmu zasedalo šest nevolených virilistů, kteří mandát nabývali z titulu své funkce.
Sněmovní volby potvrdily ústup pozic mladočeské strany, která sice zůstávala díky omezenému volebnímu právu významnou silou, ale v počtu mandátů ji předstihli čeští agrárníci. Podobně se propadala i pozice tradiční hlavní politické strany českoněmeckého tábora, pokrokové strany. I v sudetoněmecké společnosti uspěli agrární kandidáti a kromě toho i radikálně nacionalistické formace antisemitského a všeněmeckého ražení. Naopak slabé byly české i německé strany katolické orientace. Beze změn zůstal poměr sil mezi oběma politickými proudy velkostatkářů, tedy konzervativním a ústavověrným velkostatkem. Velkostatkáři totiž podobně jako v zemských volbách roku 1901 uzavřeli předběžnou dohodu o rozdělení mandátů s tím, že ve sboru svěřeneckých velkostatků připadne všech 16 křesel konzervativnímu velkostatku a ve sboru nesvěřeneckém pak 33 mandátů konzervativnímu a 21 ústavověrnému velkostatku.
Z národnostního hlediska byl sněm složen z 99 etnických Čechů (včetně 1 virilního mandátu rektora české univerzity) a 90 Němců (včetně 21 proněmeckých a provídeňských ústavověrných velkostatkářů a 1 virilního mandátu rektora německé univerzity). 49 poslanců za konzervativní velkostatek bylo národnostně převážně nevyhraněno, do kategorie národnostně nevyhraněných řadily Národní listy v povolební analýze i 4 zbylé virilní hlasy představitelů katolické hierarchie.

### Volební účast
| Kurie     | Kurie           | Počet    | Počet   | Počet    | Počet   | Účast |
| Kurie     | Kurie           | Poslanců | Voličů  | Odvolilo | Hlasů   | Účast |
| --------- | --------------- | -------- | ------- | -------- | ------- | ----- |
| I.        | Velkostatky     | 70       | 457     | 166      | 8 204   | 36.3  |
| II.       | Obchodní komory | 15       | 195     | 165      | 517     | 84.6  |
| III.      | Města           | 72       | 169 023 | 111 054  | 127 113 | 65.7  |
| IV.       | Venkovské obce  | 79       | 437 085 | 270 925  | 270 925 | 62.0  |
| Dohromady | Dohromady       | 236      | 606 760 | 382 310  | 406 759 | 63.2  |
| Zdroj:    |                 |          |         |          |         |       |

### Celkové výsledky
|                                |                                    |                     |                     |                     |          |          |          |
| Strana                         | Strana                             | Hlasy v první volbě | Hlasy v první volbě | Hlasy v první volbě | Poslanci | Poslanci | Poslanci |
| Strana                         | Strana                             | Abs.                | %                   | ±                   | Abs.     | %        | ±        |
| České strany                   |                                    |                     |                     |                     |          |          |          |
|                                | Českoslovanská strana agrární      | 102 399             | 25.6                | 10.2▲               | 43       | 17.8     | 25▲      |
|                                | Národní strana svobodomyslná       | 44 304              | 11.1                | 20.5▼               | 38       | 15.7     | 28▼      |
|                                | Strana katolického lidu            | 34 076              | 8.5                 | 8.2▲                | 1        | 0.4      | 1▲       |
|                                | Státoprávní strany                 | 24 587              | 6.1                 | 1.1▲                | 5        | 2.1      | 2▲       |
|                                | Společní čeští kandidáti           | 6 095               | 1.5                 | 1.5▲                | 1        | 0.4      | 1▲       |
|                                | Národní strana                     | 5 549               | 1.4                 | 0.2▼                | 4        | 1.7      | 2▼       |
|                                | Česká strana pokroková             | 3 126               | 0.8                 | 0.6▲                | 1        | 0.4      | 1▲       |
|                                | Živnostenští kandidáti             | 1 990               | 0.5                 | 0.5▲                | 0        | –        | 0▬       |
|                                | samostatní mladočeši               | 1 744               | 0.4                 | 0.4▲                | 2        | 0.8      | 2▲       |
|                                | samostatní státoprávníci           | 1 708               | 0.4                 | 0.4▲                | 2        | 0.8      | 2▲       |
|                                | samostatní agrárníci               | 1 543               | 0.4                 | 0.4▲                | 0        | –        | 0▬       |
|                                | ženská kandidátka                  | 199                 | 0.1                 | 0.1▲                | 0        | –        | 0▬       |
|                                | samostatní kandidáti               | 3 964               | 1.0                 | 0.4▲                | 1        | 0.4      | 1▲       |
| Češi celkem                    | Češi celkem                        | 231 284             | 57.6                | 1.1▲                | 98       | 40.5     | 1▲       |
| Německé strany                 |                                    |                     |                     |                     |          |          |          |
|                                | Německá agrární strana             | 31 906              | 8.0                 | 5.9▲                | 15       | 6.2      | 12▲      |
|                                | Německá radikální strana           | 27 880              | 7.0                 | 7.0▲                | 15       | 6.2      | 15▲      |
|                                | Německá pokroková strana           | 18 728              | 4.7                 | 5.5▼                | 19       | 7.9      | 7▼       |
|                                | Německá lidová strana              | 10 656              | 2.6                 | 2.8▼                | 8        | 3.3      | 6▼       |
|                                | Všeněmecké sjednocení              | 9 450               | 2.4                 | 11.6▼               | 4        | 1.7      | 21▼      |
|                                | Společní němečtí kandidáti         | 6 826               | 1.7                 | 1.7▲                | 0        | –        | 0▬       |
|                                | Křesťansko-sociální strana         | 6 508               | 1.6                 | 0.5▲                | 2        | 0.8      | 1▲       |
|                                | samostatní agrárníci               | 4 394               | 1.1                 | 1.1▲                | 1        | 0.4      | 1▲       |
|                                | samostatní radikálové              | 863                 | 0.2                 | 0.2▲                | 1        | 0.4      | 1▲       |
|                                | Německá lidová strana dělnická     | 104                 | 0.0                 | 0.0▬                | 0        | –        | 0▬       |
|                                | samostatní kandidáti               | 3 814               | 1.0                 | 1.0▲                | 3        | 1.2      | 3▲       |
| Němci celkem                   | Němci celkem                       | 121 129             | 30.3                | 4.3▼                | 68       | 28.1     | 4▼       |
| Národnostně nevyhraněné strany |                                    |                     |                     |                     |          |          |          |
|                                | Sociální demokracie                | 39 443              | 9.8                 | 5.1▲                | 0        | –        | 0▬       |
| Velkostatkářské strany         |                                    |                     |                     |                     |          |          |          |
|                                | Strana konzervativního velkostatku | 5 136               | 1.3                 | 1.2▼                | 49       | 20.2     | 0▬       |
|                                | Strana ústavověrného velkostatku   | 3 066               | 0.8                 | 0.7▼                | 21       | 8.7      | 0▬       |
| Velkostatkáři celkem           | Velkostatkáři celkem               | 8 202               | 2.1                 | 1.9▼                | 70       | 28.9     | 0▬       |
| virilní poslanci               | virilní poslanci                   | –                   | –                   | –                   | 6        | 2.5      | 0▬       |
| Neplatné a roztříštěné hlasy   | Neplatné a roztříštěné hlasy       | 6 701               | 1.6                 | –                   | –        | –        | –        |
| Celkem hlasů                   | Celkem hlasů                       | 406 759             | 100                 | –                   | 242      | 100      | –        |
| Celkem odevzdaných lístků      | Celkem odevzdaných lístků          | 382 310             | 100                 | –                   | –        | –        | –        |
| Registrovaní voliči/účast      | Registrovaní voliči/účast          | 606 760             | 63.2                | –                   | –        | –        | –        |
| Zdroj:                         |                                    |                     |                     |                     |          |          |          |

| \| Hlasy \| Hlasy \| Hlasy \| Hlasy \| Hlasy \| \| ----------------- \| ----------------- \| ----- \| ------ \| ------ \| \| \| \| \| \| \| \| Čs. agrárníci \| Čs. agrárníci \| \| 25,6 % \| 25,6 % \| \| Mladočeši \| Mladočeši \| \| 11,1 % \| 11,1 % \| \| ČSSD \| ČSSD \| \| 9,8 % \| 9,8 % \| \| Katolíci \| Katolíci \| \| 8,5 % \| 8,5 % \| \| Něm. agrárníci \| Něm. agrárníci \| \| 8,0 % \| 8,0 % \| \| Něm. radikálové \| Něm. radikálové \| \| 7,0 % \| 7,0 % \| \| ČSNS \| ČSNS \| \| 6,1 % \| 6,1 % \| \| Něm. liberálové \| Něm. liberálové \| \| 4,7 % \| 4,7 % \| \| Něm. lidovci \| Něm. lidovci \| \| 2,6 % \| 2,6 % \| \| Všeněmci \| Všeněmci \| \| 2,4 % \| 2,4 % \| \| CS \| CS \| \| 1,6 % \| 1,6 % \| \| Staročeši \| Staročeši \| \| 1,4 % \| 1,4 % \| \| Konz. velkostatek \| Konz. velkostatek \| \| 1,3 % \| 1,3 % \| \| ostatní \| ostatní \| \| 9,9 % \| 9,9 % \| |                   |  |        |        |
| Hlasy |                   |  |        |        |
| |                   |  |        |        |
| Čs. agrárníci | Čs. agrárníci     |  | 25,6 % | 25,6 % |
| Mladočeši | Mladočeši         |  | 11,1 % | 11,1 % |
| ČSSD | ČSSD              |  | 9,8 %  | 9,8 %  |
| Katolíci | Katolíci          |  | 8,5 %  | 8,5 %  |
| Něm. agrárníci | Něm. agrárníci    |  | 8,0 %  | 8,0 %  |
| Něm. radikálové | Něm. radikálové   |  | 7,0 %  | 7,0 %  |
| ČSNS | ČSNS              |  | 6,1 %  | 6,1 %  |
| Něm. liberálové | Něm. liberálové   |  | 4,7 %  | 4,7 %  |
| Něm. lidovci | Něm. lidovci      |  | 2,6 %  | 2,6 %  |
| Všeněmci | Všeněmci          |  | 2,4 %  | 2,4 %  |
| CS | CS                |  | 1,6 %  | 1,6 %  |
| Staročeši | Staročeši         |  | 1,4 %  | 1,4 %  |
| Konz. velkostatek | Konz. velkostatek |  | 1,3 %  | 1,3 %  |
| ostatní | ostatní           |  | 9,9 %  | 9,9 %  |

| \| Hlasy \| Hlasy \| Hlasy \| Hlasy \| Hlasy \| \| ------------- \| ------------- \| ----- \| ------ \| ------ \| \| \| \| \| \| \| \| Češi \| Češi \| \| 57,6 % \| 57,6 % \| \| Němci \| Němci \| \| 30,3 % \| 30,3 % \| \| ČSSD \| ČSSD \| \| 9,8 % \| 9,8 % \| \| Velkostatkáři \| Velkostatkáři \| \| 2,1 % \| 2,1 % \| |               |  |        |        |
| Hlasy |               |  |        |        |
| |               |  |        |        |
| Češi | Češi          |  | 57,6 % | 57,6 % |
| Němci | Němci         |  | 30,3 % | 30,3 % |
| ČSSD | ČSSD          |  | 9,8 %  | 9,8 %  |
| Velkostatkáři | Velkostatkáři |  | 2,1 %  | 2,1 %  |

| \| Mandáty \| Mandáty \| Mandáty \| Mandáty \| Mandáty \| \| ----------------- \| ----------------- \| ------- \| ------- \| ------- \| \| \| \| \| \| \| \| Konz. velkostatek \| Konz. velkostatek \| \| 20,2 % \| 20,2 % \| \| Čs. agrárníci \| Čs. agrárníci \| \| 17,8 % \| 17,8 % \| \| Mladočeši \| Mladočeši \| \| 15,7 % \| 15,7 % \| \| Úst. velkostatek \| Úst. velkostatek \| \| 8,7 % \| 8,7 % \| \| Něm. liberálové \| Něm. liberálové \| \| 7,9 % \| 7,9 % \| \| Něm. agrárníci \| Něm. agrárníci \| \| 6,2 % \| 6,2 % \| \| Něm. radikálové \| Něm. radikálové \| \| 6,2 % \| 6,2 % \| \| Něm. lidovci \| Něm. lidovci \| \| 3,3 % \| 3,3 % \| \| ČSNS \| ČSNS \| \| 2,1 % \| 2,1 % \| \| Všeněmci \| Všeněmci \| \| 1,7 % \| 1,7 % \| \| Staročeši \| Staročeši \| \| 1,7 % \| 1,7 % \| \| ostatní \| ostatní \| \| 8,5 % \| 8,5 % \| |                   |  |        |        |
| Mandáty |                   |  |        |        |
| |                   |  |        |        |
| Konz. velkostatek | Konz. velkostatek |  | 20,2 % | 20,2 % |
| Čs. agrárníci | Čs. agrárníci     |  | 17,8 % | 17,8 % |
| Mladočeši | Mladočeši         |  | 15,7 % | 15,7 % |
| Úst. velkostatek | Úst. velkostatek  |  | 8,7 %  | 8,7 %  |
| Něm. liberálové | Něm. liberálové   |  | 7,9 %  | 7,9 %  |
| Něm. agrárníci | Něm. agrárníci    |  | 6,2 %  | 6,2 %  |
| Něm. radikálové | Něm. radikálové   |  | 6,2 %  | 6,2 %  |
| Něm. lidovci | Něm. lidovci      |  | 3,3 %  | 3,3 %  |
| ČSNS | ČSNS              |  | 2,1 %  | 2,1 %  |
| Všeněmci | Všeněmci          |  | 1,7 %  | 1,7 %  |
| Staročeši | Staročeši         |  | 1,7 %  | 1,7 %  |
| ostatní | ostatní           |  | 8,5 %  | 8,5 %  |

| \| Mandáty \| Mandáty \| Mandáty \| Mandáty \| Mandáty \| \| ------------- \| ------------- \| ------- \| ------- \| ------- \| \| \| \| \| \| \| \| Češi \| Češi \| \| 40,5 % \| 40,5 % \| \| Velkostatkáři \| Velkostatkáři \| \| 28,9 % \| 28,9 % \| \| Němci \| Němci \| \| 28,1 % \| 28,1 % \| |               |  |        |        |
| Mandáty |               |  |        |        |
| |               |  |        |        |
| Češi | Češi          |  | 40,5 % | 40,5 % |
| Velkostatkáři | Velkostatkáři |  | 28,9 % | 28,9 % |
| Němci | Němci         |  | 28,1 % | 28,1 % |

### Výsledky dle jednotlivých kurií

#### Celkový přehled
| Kurie           | SKV         | ČsSA | NSS | SUV | DFP | DAP | DRP | DVP | ČSNS | ADV | NS  | Ostatní | Celkem |     |     |    |
| --------------- | ----------- | ---- | --- | --- | --- | --- | --- | --- | ---- | --- | --- | ------- | ------ | --- | --- | -- |
| Kurie           | Velkostatky | 49   | N/A | N/A | 21  | N/A | N/A | N/A | N/A  | N/A | N/A | Ostatní | Celkem | N/A | N/A | 70 |
| Obchodní komory | N/A         | N/A  | 6   | N/A | 7   | N/A | N/A | N/A | N/A  | N/A | 2   | N/A     | 15     |     |     |    |
| Města           | N/A         | N/A  | 30  | N/A | 10  | N/A | 10  | 6   | 5    | 2   | 2   | 7       | 72     |     |     |    |
| Venkovské obce  | N/A         | 43   | 2   | N/A | 2   | 15  | 5   | 2   | N/A  | 2   | N/A | 8       | 79     |     |     |    |
| Čechy celkem    | 49          | 43   | 38  | 21  | 19  | 15  | 15  | 8   | 5    | 4   | 4   | 15      | 236    |     |     |    |
| Zdroj:          |             |      |     |     |     |     |     |     |      |     |     |         |        |     |     |    |

#### Kurie velkostatku
| Strana                       | Strana                             | Hlasy | Hlasy | Mandáty | Mandáty |
| Strana                       | Strana                             | Počet | %     | Počet   | ±       |
| ---------------------------- | ---------------------------------- | ----- | ----- | ------- | ------- |
|                              | Strana konzervativního velkostatku | 5 136 | 62,6  | 49      | 0       |
|                              | Strana ústavověrného velkostatku   | 3 066 | 37,4  | 21      | 0       |
| Neplatné a roztříštěné hlasy | Neplatné a roztříštěné hlasy       | 2     | 0,0   | –       | –       |
| Celkem hlasů                 | Celkem hlasů                       | 8 204 | 100   | 70      | –       |
| Zúčastnilo se voličů         | Zúčastnilo se voličů               | 166   | 100   | –       | –       |
| Voliči v seznamu/účast       | Voliči v seznamu/účast             | 457   | 36,3  | –       | –       |
| Zdroj:                       |                                    |       |       |         |         |

#### Kurie obchodních a živnostenských komor
| Strana                       | Strana                       | Hlasy | Hlasy | Mandáty | Mandáty |
| Strana                       | Strana                       | Počet | %     | Počet   | ±       |
| ---------------------------- | ---------------------------- | ----- | ----- | ------- | ------- |
| České strany                 |                              |       |       |         |         |
|                              | Národní strana svobodomyslná | 146   | 30,0  | 6       | +2      |
|                              | Národní strana               | 58    | 11,9  | 2       | -2      |
| Češi celkem                  | Češi celkem                  | 204   | 42,0  | 8       | 0       |
| Německé strany               |                              |       |       |         |         |
|                              | Německá pokroková strana     | 282   | 58,0  | 7       | 0       |
| Němci celkem                 | Němci celkem                 | 282   | 58,0  | 7       | 0       |
| Neplatné a roztříštěné hlasy | Neplatné a roztříštěné hlasy | 31    | 6,0   | –       | –       |
| Celkem hlasů                 | Celkem hlasů                 | 517   | 100   | 15      | –       |
| Zúčastnilo se voličů         | Zúčastnilo se voličů         | 165   | 100   | –       | –       |
| Voliči v seznamu/účast       | Voliči v seznamu/účast       | 195   | 84,6  | –       | –       |
| Zdroj:                       |                              |       |       |         |         |

#### Kurie měst a průmyslových míst
| Strana                         | Strana                       | Hlasy   | Hlasy | Mandáty | Mandáty |
| Strana                         | Strana                       | Počet   | %     | Počet   | ±       |
| ------------------------------ | ---------------------------- | ------- | ----- | ------- | ------- |
| České strany                   |                              |         |       |         |         |
|                                | Národní strana svobodomyslná | 35 522  | 28,4  | 30      | -8      |
|                                | Státoprávní strany           | 13 810  | 11,1  | 5       | +4      |
|                                | Národní strana               | 5 111   | 4,1   | 2       | +1      |
|                                | Společní čeští kandidáti     | 3 371   | 2,7   | 1       | +1      |
|                                | Samostatní svobodomyslní     | 1 744   | 1,4   | 2       | +2      |
|                                | Česká strana pokroková       | 1 686   | 1,4   | 0       | 0       |
|                                | Strana katolického lidu      | 1 507   | 1,2   | 0       | 0       |
|                                | Samostatní kandidáti         | 808     | 0,6   | 0       | 0       |
|                                | Samostatní státoprávníci     | 726     | 0,6   | 1       | +1      |
|                                | Živnostenští kandidáti       | 571     | 0,4   | 0       | 0       |
|                                | ženská kandidátka            | 199     | 0,2   | 0       | 0       |
| Češi celkem                    | Češi celkem                  | 65 055  | 52,1  | 41      | +1      |
| Německé strany                 |                              |         |       |         |         |
|                                | Německá pokroková strana     | 16 751  | 13,4  | 10      | -2      |
|                                | Německá radikální strana     | 15 909  | 12,7  | 10      | +10     |
|                                | Německá lidová strana        | 6 073   | 4,9   | 6       | -2      |
|                                | Společní němečtí kandidáti   | 6 073   | 3,6   | 0       | 0       |
|                                | Všeněmecké sjednocení        | 2 737   | 2,2   | 2       | -10     |
|                                | Samostatní kandidáti         | 2 203   | 1,8   | 2       | +2      |
|                                | Křesťansko-sociální strana   | 1 529   | 1,2   | 1       | +1      |
|                                | Německá agrární strana       | 163     | 0,1   | 0       | 0       |
| Němci celkem                   | Němci celkem                 | 49 930  | 39,9  | 31      | -1      |
| Národnostně nevyhraněné strany |                              |         |       |         |         |
|                                | Sociální demokracie          | 10 005  | 8,0   | 0       | 0       |
| Neplatné a roztříštěné hlasy   | Neplatné a roztříštěné hlasy | 1 454   | 1,1   | –       | –       |
| Celkem hlasů                   | Celkem hlasů                 | 127 113 | 100   | 72      | –       |
| Zúčastnilo se voličů           | Zúčastnilo se voličů         | 111 054 | 100   | –       | –       |
| Voliči v seznamu/účast         | Voliči v seznamu/účast       | 169 023 | 65,7  | –       | –       |
| Zdroj:                         |                              |         |       |         |         |

#### Kurie venkovských obcí
| Strana                         | Strana                         | Hlasy   | Hlasy | Mandáty | Mandáty |
| Strana                         | Strana                         | Počet   | %     | Počet   | ±       |
| ------------------------------ | ------------------------------ | ------- | ----- | ------- | ------- |
| České strany                   |                                |         |       |         |         |
|                                | Českoslovanská strana agrární  | 102 399 | 38,5  | 43      | +22     |
|                                | Strana katolického lidu        | 32 569  | 12,2  | 1       | +1      |
|                                | Státoprávní strany             | 10 777  | 4,1   | 0       | -3      |
|                                | Národní strana svobodomyslná   | 8 636   | 3,2   | 2       | -22     |
|                                | Samostatní kandidáti           | 3 156   | 1,2   | 1       | +1      |
|                                | Společní čeští kandidáti       | 2 724   | 1,0   | 0       | 0       |
|                                | Samostatní agrárníci           | 1 543   | 0,6   | 0       | 0       |
|                                | Česká strana pokroková         | 1 440   | 0,5   | 1       | +1      |
|                                | Živnostenští kandidáti         | 1 419   | 0,5   | 0       | 0       |
|                                | Samostatní státoprávníci       | 982     | 0,4   | 1       | +1      |
|                                | Národní strana                 | 380     | 0,1   | 0       | -1      |
| Češi celkem                    | Češi celkem                    | 166 025 | 62,3  | 49      | 0       |
| Německé strany                 |                                |         |       |         |         |
|                                | Německá agrární strana         | 31 743  | 11,9  | 15      | +12     |
|                                | Německá radikální strana       | 11 971  | 4,5   | 5       | +5      |
|                                | Všeněmecké sjednocení          | 6 713   | 2,5   | 2       | -11     |
|                                | Křesťansko-sociální strana     | 1 979   | 1,9   | 1       | 0       |
|                                | Německá lidová strana          | 4 583   | 1,7   | 2       | -4      |
|                                | Samostatní agrárníci           | 4 394   | 1,7   | 1       | +1      |
|                                | Společní němečtí kandidáti     | 2 261   | 0,9   | 0       | 0       |
|                                | Německá pokroková strana       | 1 695   | 0,6   | 2       | -5      |
|                                | Samostatní kandidáti           | 1 611   | 0,6   | 1       | +1      |
|                                | Samostatní radikálové          | 863     | 0,3   | 1       | +1      |
|                                | Německá lidová strana dělnická | 104     | 0,0   | 0       | 0       |
| Němci celkem                   | Němci celkem                   | 70 917  | 26,6  | 30      | 0       |
| Národnostně nevyhraněné strany |                                |         |       |         |         |
|                                | Sociální demokracie            | 29 438  | 11,1  | 0       | 0       |
| Neplatné a roztříštěné hlasy   | Neplatné a roztříštěné hlasy   | 2 807   | 1,0   | –       | –       |
| Celkem hlasů                   | Celkem hlasů                   | 270 925 | 100   | 79      | –       |
| Voliči v seznamu/účast         | Voliči v seznamu/účast         | 437 085 | 62,0  | –       | –       |
| Zdroj:                         |                                |         |       |         |         |

#### Výsledky v král. hlavním městě Praze
| Strana                         | Strana                       | Hlasy   | Hlasy | Mandáty | Mandáty |
| Strana                         | Strana                       | Počet   | %     | Počet   | ±       |
| ------------------------------ | ---------------------------- | ------- | ----- | ------- | ------- |
| České strany                   |                              |         |       |         |         |
|                                | Národní strana svobodomyslná | 10 122  | 39,1  | 8       | -1      |
|                                | Národní strana               | 5 111   | 19,8  | 2       | +1      |
|                                | Státoprávní strany           | 2 567   | 9,9   | 0       | 0       |
|                                | Česká strana pokroková       | 904     | 3,5   | 0       | 0       |
|                                | Strana katolického lidu      | 587     | 2,3   | 0       | 0       |
| Češi celkem                    | Češi celkem                  | 19 291  | 74,6  | 10      | 0       |
| Německé strany                 |                              |         |       |         |         |
|                                | Společní němečtí kandidáti   | 3 612   | 14,0  | 0       | 0       |
| Němci celkem                   | Němci celkem                 | 3 612   | 14,0  | 0       | 0       |
| Národnostně nevyhraněné strany |                              |         |       |         |         |
|                                | Sociální demokracie          | 2 878   | 11,1  | 0       | 0       |
|                                | Roztříštěné hlasy            | 95      | 0,4   | 0       | 0       |
| Neplatné hlasy                 | Neplatné hlasy               | 406     | 1,5   | –       | –       |
| Celkem hlasů                   | Celkem hlasů                 | 26 282  | 100   | 10      | –       |
| Zúčastnilo se voličů           | Zúčastnilo se voličů         | 13 187  | 100   | –       | –       |
| Voliči v seznamu/účast         | Voliči v seznamu/účast       | 17 120  | 77,0  | –       | –       |
| Počet občanů/oprávněno volit   | Počet občanů/oprávněno volit | 213 050 | 8,0   | –       | –       |
| Zdroj:                         |                              |         |       |         |         |

## Dopady voleb
Český zemský sněm zůstával i nadále složen na základě kuriového systému, tedy s výrazně omezeným volebním právem (zcela bez zastoupení i nadále proto zůstávali sociální demokraté). Pro nemožnost dohody české a německé politické reprezentace byl sněm trvale paralyzován a jeho význam jako relevantního politického fóra klesal. V době sněmovních voleb působila v Předlitavsku vláda Maxe Becka. Ta měla ambici dosáhnout urovnání národnostních sporů a utvořit trvalejší provládní většinu. Na Českém zemském sněmu ale po volbách opět probíhaly česko-německé potyčky a obstrukce a vláda reagovala tím, že sněm prakticky nesvolávala. První zasedání sněmu se po březnových volbách uskutečnilo až 15. září 1908. Okamžitě na něm byly předloženy různé stranické návrhy na reformu volebního systému, 8. října 1908 pak vláda předložila vlastní návrh. Němečtí poslanci ale proti navrhovaným změnám přešli do obstrukce a zablokovali jakékoliv jednání tohoto zákonodárného sboru. Kvůli obstrukci bylo znemožněno i formální konstituování sněmu s jeho orgány a výbory. Početní poměry na sněmu vyžadovaly pro schválení případné volební reformy přítomnost minimálně 182 poslanců, z nichž pro návrh muselo hlasovat 122. Ani jedno ze zemských etnik tak nemohlo takovou změnu prosadit proti vůli druhého zemského národa.
15. října 1908 byl sněm odročen a začala vleklá krize jeho akceschopnosti. Čeští poslanci mezitím jako odvetu začali paralyzovat jednání Říšské rady pomocí obstrukcí. Eskalace národnostního napětí pak dokonce vedla v prosinci 1908 vládu k vyhlášení stanného práva v Praze a okolí.
Sněm se již nikdy ve svém plénu nesešel a v roce 1913 ho vláda nechala rozpustit (takzvané Anenské patenty) a nahradit technokratickou zemskou správní komisí.